# Гуляев, Николай Александрович
Николай Александрович Гуляев (1927, Лениногорск — 3 июля 1984, Алма-Ата) — советский хозяйственный, государственный и политический деятель.

## Биография
Родился в 1927 году в Лениногорске. Член КПСС.
С 1943 года — на хозяйственной, общественной и политической работе. В 1943—1984 гг. — токарь Лениногорского ГМК, механик Лениногорского полиметаллического комбината, заместитель главного механика Восточно-Казахстанского рудника, завуч школы ФЗО, заведующий отделом Балхашского
горкома партии, старший мастер, начальник ПТО УКСа Балхашского ГМК, председатель Балхашского горисполкома, слушатель ВПШ, первый секретарь
Балхашского горкома партии, второй секретарь Гурьевского обкома партии, председатель Мангышлакского облисполкома, заместитель председателя Госкомитета Казахской ССР по труду.
Избирался депутатом Верховного Совета Казахской ССР 8-го и 9-го созывов. Делегат XXV съезда КПСС.
Умер в Алма-Ате в 1984 году.